# Zéguédéguin
Zéguédéguin ist sowohl eine Gemeinde (französisch commune rurale) als auch ein dasselbe Gebiet umfassendes Departement im westafrikanischen Staat Burkina Faso, in der Region Centre-Nord und der Provinz Namentenga. Die Gemeinde hat in zwölf Dörfern 22.040 Einwohner, in der Mehrzahl Mossi und Fulbe.